# Didier Pourquié
Didier Pourquié, né à Bazas le 25 mai 1965, est un écrivain français. Professeur de lettres-philosophie, il est agrégé de lettres modernes, et enseigne en classe préparatoire au Lycée Michel-Montaigne (Bordeaux). Il a auparavant enseigné jusqu'en 2016 au Lycée Gustave Eiffel, également en classe préparatoire.
Il a également actuellement le plaisir de dispenser ses cours à une classe se dirigeant vers les bancs d'HEC.

## Faits amusants
Didier Pourquié est allergique aux crevettes, et ne digère pas le vin de Bordeaux, bien qu'il aime en consommer. Selon les nuits qu'il a passé il peut se penser: « imposteur ou en adjuvant incontournable des bonnes oeuvres de l'Éducation nationale ». Malgré cette description de « garçon blond à la peau pâle » il ne cache pas son regret de ne pas avoir été « un éphèbe brun à la peau mate, doté d’une charpente solide et d’un esprit plein d’assurance ».

## Œuvres
- Ficelles (2005) - Éditions Confluences
- Le Jardin d’ébène (2007) - Éditions Confluences
- Les Couilles de Dieu (2010) - Éditions de l'Arbre vengeur
- Nos idoles (2015) - Éditions Confluences